# Justus Lindgren
Justus Hilmer Lindgren, född 26 november 1896 i Vilske-Kleva församling, Skaraborgs län, död där 15 juli 1985, var en svensk småbrukare och politiker (socialdemokrat).
Lindgren var ledamot av riksdagens första kammare från 1946, invald i Skaraborgs läns valkrets.
Bror till konstnären Jalmar Lindgren.